# تسولینه
تسولینه (به صربی: Culine) یک منطقهٔ مسکونی در صربستان است که در مالی زوورنیک واقع شده‌است.